# タンユエン
タンユエン（ベトナム語：Thành Phố Tân Uyên / 城庯新淵）はベトナムのビンズオン省にある町である。人口は2021年時点で466,053人、面積は192.5km2である。

## 行政区画
10坊2社から構成される。
- ホイギア坊（Hội Nghĩa / 會義）
- カインビン坊（Khánh Bình / 慶平）
- フーチャイン坊（Phú Chánh / 富政）
- タンヒエップ坊（Tân Hiệp / 新協）
- タンフオックカイン坊（Tân Phước Khánh / 新福慶）
- タンヴィンヒエップ坊（Tân Vĩnh Hiệp / 新永協）
- タイホア坊（Thái Hòa / 泰和）
- タインフオック坊（Thạnh Phước / 盛福）
- ユエンフン坊（Uyên Hưng / 淵興）
- ヴィンタン坊（Vĩnh Tân / 永新）
- バクダン社（Bạch Đằng / 白藤）
- タインホイ社（Thạnh Hội / 盛會）